# Andrzej Iwanecki

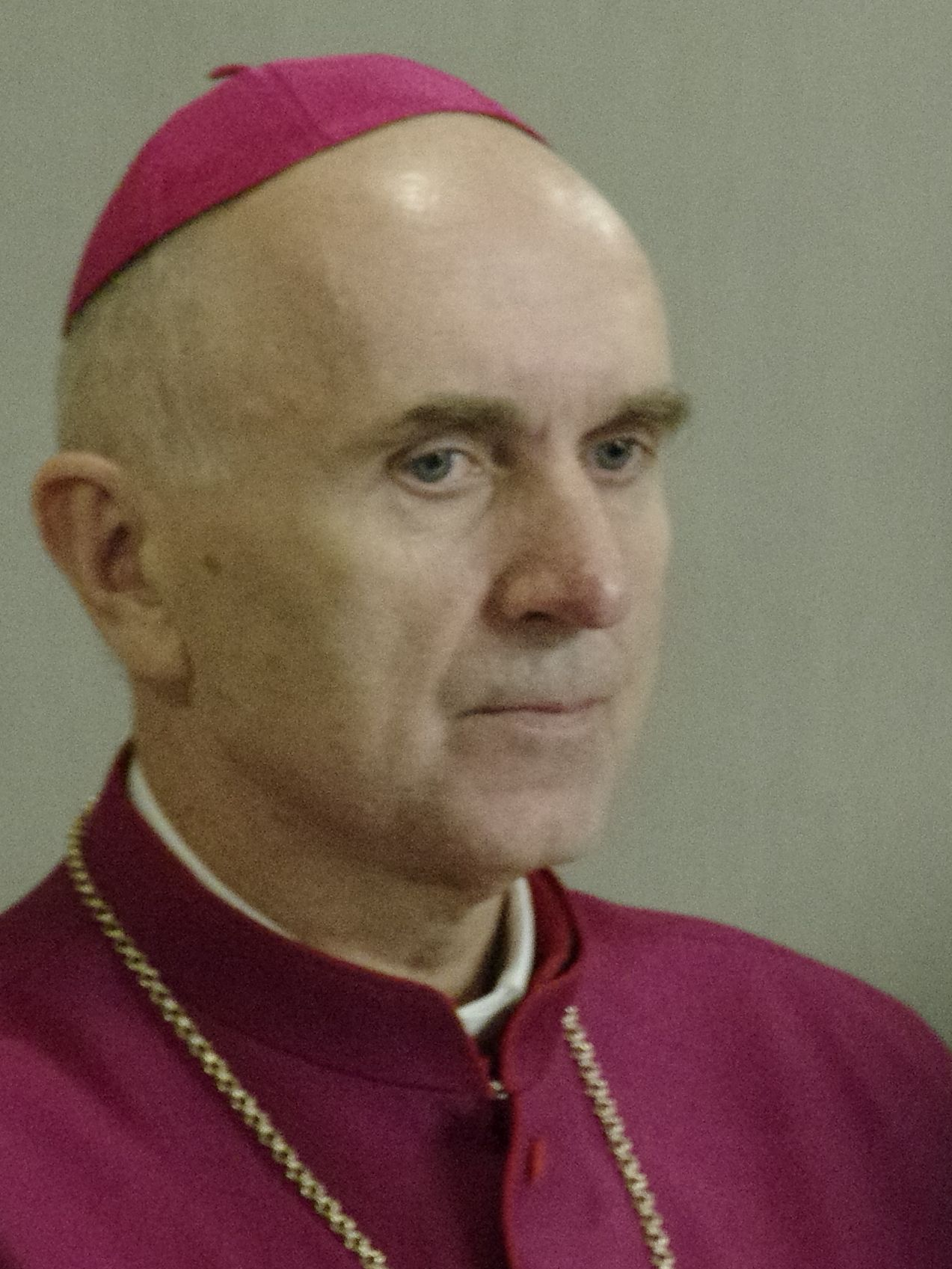
Andrzej Iwanecki (2019)

Bischofswappen von Andrzej Iwanecki

Andrzej Iwanecki (* 3. November 1960 in Siemianowice Śląskie) ist ein polnischer römisch-katholischer Geistlicher und Weihbischof in Gliwice.

## Leben
Andrzej Iwanecki wurde in Siemianowice Śląskie als Sohn eines Bergarbeiters und einer Lehrerin geboren. Am 20. November 1960 wurde er in der dortigen Pfarrkirche Heilig Kreuz getauft und am 16. April 1972 gefirmt. Er besuchte die Grundschule Nr. 6 in Siemianowice Śląskie und später die Grundschule Nr. 21 sowie ab 1975 das Jan-Śniadecki-Gymnasium, an dem er 1979 das Abitur erlangte. Im Alter von 14 Jahren trat er der Bewegung Licht-Leben bei und engagierte sich später zudem in deren Nüchternheitsprogramm Krucjata Wyzwolenia Człowieka („Kreuzzug für die Befreiung des Menschen“). Von 1979 bis 1986 studierte er Philosophie und Katholische Theologie an den Priesterseminaren in Krakau und in Kattowitz. Er erwarb mit einer von Stanisław Musiał SJ betreuten moraltheologischen Arbeit einen Magister Theologiae. Neben seinem Studium arbeitete er ein Jahr im Steinkohlenbergwerk Siemianowice. Iwanecki wurde am 24. Februar 1985 durch den Weihbischof in Kattowitz, Józef Benedykt Kurpas, zum Diakon geweiht und empfing am 27. März 1986 in der Christkönigskathedrale in Kattowitz durch den Bischof von Kattowitz, Damian Zimoń, das Sakrament der Priesterweihe für das Bistum Kattowitz.
Nach der Priesterweihe war Iwanecki zunächst kurzzeitig als Seelsorger in den Pfarreien Göttliche Vorsehung in Zawodzie und Allerheiligen in Górki Wielkie tätig, bevor er im selben Jahr Pfarrvikar der Pfarrei Mariä Heimsuchung in Orzesze wurde. Daneben absolvierte er an der Theologischen Hochschule in Kattowitz weiterführende Studien im Fach Pastoraltheologie. Anschließend war er Pfarrvikar der Pfarreien Hl. Dreifaltigkeit in Bielsko-Biała (1989–1990) und Heiligstes Herz Jesu in Strzybnica, einem Stadtteil von Tarnowskie Góry (1990–1995). Mit der Errichtung des Bistums Gliwice am 25. März 1992 wurde er in dessen Klerus inkardiniert. 1995 wurde Iwanecki Pfarrvikar und 1998 schließlich Pfarrer der Pfarrei Hl. Franz von Assisi in Zabrze. Zudem fungierte er ab Oktober 1995 als Moderator der Bewegung Licht-Leben und ab 2001 als Dechant des Dekanats Zabrze sowie ab 2007 als Verantwortlicher für den Religionsunterricht im Dekanat. Außerdem wirkte er als Krankenhausseelsorger am Städtischen Krankenhaus Nr. 1 in Zabrze und kurzzeitig auch als Pfarradministrator der Pfarrei St. Antonius in Zabrze. Später war er zusätzlich Beauftragter des Bischofs für die Spendung des Sakraments der Firmung und leitete Exerzitien für junge Menschen. Darüber hinaus gehörte er bereits ab Dezember 1992 dem Priesterrat und ab 1997 auch dem Konsultorenkollegium des Bistums Gliwice an. Papst Benedikt XVI. verlieh ihm am 21. Oktober 2008 den Ehrentitel Päpstlicher Ehrenkaplan.
Am 18. November 2017 ernannte ihn Papst Franziskus zum Titularbischof von Arcavica und zum Weihbischof in Gliwice. Die Bischofsweihe spendete ihm der Bischof von Gliwice, Jan Kopiec, am 7. Januar 2018 in der Kathedrale St. Peter und Paul in Gliwice. Mitkonsekratoren waren der Apostolische Nuntius in Polen, Erzbischof Salvatore Pennacchio, und der Erzbischof von Kattowitz, Wiktor Skworc. Sein Wahlspruch Jezus jest Panem („Jesus ist der Herr“) stammt aus 1 Kor 12,3 . Als Weihbischof ist Iwanecki seit dem 8. Januar 2008 zudem Generalvikar des Bistums Gliwice und seit dem 14. Februar 2019 auch Moderator der Kurie. Überdies ist er seit dem 9. Januar 2018 erneut Mitglied des Priesterrats und des Konsultorenkollegiums des Bistums.
Iwanecki beherrscht die Instrumente Gitarre, Klavier, Mundharmonika und Schlagzeug.

## Wappen
Ein Andreaskreuz teilt das Wappen von Andrzej Iwanecki in vier Felder. Das obere Feld zeigt eine Taube als Symbol für den Heiligen Geist. Im linken Feld ist der griechische Buchstabe Tau zu sehen. Dieser nimmt Bezug auf die franziskanische Spiritualität Iwaneckis und die Pfarrei Hl. Franz von Assisi in Zabrze, in der er bis zu seiner Bischofsernennung gewirkt hatte. Die Marienstatue im rechten Feld auf blauem Grund steht für die Gottesmutter Maria. Ferner sind im unteren Feld zwei gekreuzte Bergmannshämmer zu sehen, die Iwaneckis Herkunft aus einer Bergbauregion symbolisieren.